# Alburnus albidus
Alburnus albidus е вид лъчеперка от семейство Шаранови (Cyprinidae). Видът е световно застрашен, със статут Уязвим.

## Разпространение
Разпространен е в Италия.

## Описание
На дължина достигат до 11 cm.
Популацията им е намаляваща.